# Anton Tourkoul
Anton Vassilievitch Tourkoul (russe : Анто́н Васи́льевич Ту́ркул), né le 24 décembre 1892 noin loin de Tiraspol et décédé le 14 septembre 1957 à Munich, est un général-major russe, vétéran de la Première Guerre mondiale et de la guerre civile russe. Il a participé à la marche de Iași au Don et fait partie de l'émigration blanche.

## Biographie
Il est né en 1892 dans une famille de fonctionnaires non loin de Tiraspol dans le gouvernement de Kherson. Il étudie à l'école réale puis sert dans une administration civile.

### Première Guerre mondiale
Au début de la Première Guerre mondiale il entre dans un institut de junker, après un programme d'études condensé il en sort avec le rang d'aspirant et est versé dans le 75e régiment d'infanterie de Sébastopol. Blessé trois fois il reçoit l'ordre de Saint-Georges de IVe classe ainsi qu'une épée de Saint-Georges et est promu capitaine en second.

### Guerre civile
En 1918 il rejoint la brigade de volontaires que forme Mikhaïl Drozdovski sur le front roumain. Il participe à la marche de Iași au Don et, à partir d'avril 1918, devient le commandant de la compagnie d'officiers.
Il fait partie de l'armée des volontaires et des Forces Armées du Sud de la Russie. Lors de la seconde campagne du Kouban, en été-automne 1918, il commande le régiment d'officier de la 3e division de Drozdovski. Il est grièvement blessé à la jambe lors des combats à Korenevkaïa le 16 juillet et ne reprend son service que début 1919. En janvier 1919 il commande le 1er bataillon du 2e régiment d'officiers du général Drozdovski, en octobre il a sous ses ordres le 1er régiment de la division de Drozdovski.

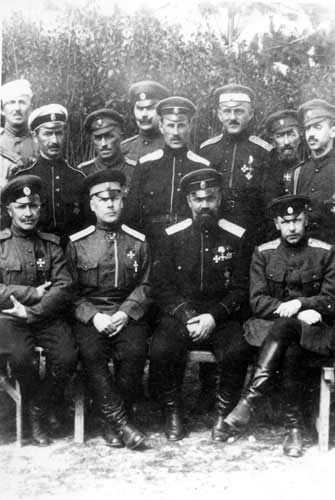
Généraux blancs en Bulgarie. Assis, de droite à gauche, les généraux Chteïfon, Koutepov, Vitkovski. Debout (derrière Koutepov) les généraux Skobline et Tourkoul. Bulgarie, 1921

Le 7 avril 1920 pour le succès de l'opération Perekop - Khorly le commandant en chef de l'armée russe lieutenant-général baron Wrangel le promut général-major. À partir du 6 août 1920 il commande la division de Drozdovski. Il perd trois frères durant la guerre civile, victimes des bolchéviques.
Fin 1920, après l'évacuation des troupes blanches de Crimée, il se trouve au camp de Gallipoli.
En 1923, avec le général Vitkovski il forme des unités blanches qui participent à la répression d'insurrections communistes en Bulgarie.
Dans l'émigration il dirige et publie la revue « Volontaire » (russe : Доброволец). À partir de 1935 il est l'organisateur et la tête de l'union nationale des vétérans de guerre russe, qui publie la revue « Signal ». Pour son action, que certains jugent pro-fasciste, et sur décret du général Miller Tourkoul est exclu de l'union générale des combattants russes. Puis en avril 1938 il est extradé de France.
En 1938—1939 Tourkoul vivait à Berlin, puis à Rome et Sofia.

### Seconde guerre mondiale
En 1941—1943 Tourkoul tente de reprendre les activités de l'union nationale des vétérans de guerre russe, sans succès. Il collabora avec les autorités allemandes et, en 1945, s'occupait de la formation de l'Armée de libération russe (ROA). Après 1945 il reste en Allemagne
Il décède le 20 septembre 1957 à Munich.
Il est enterré en banlieue parisienne au cimetière russe de Sainte-Geneviève-des-Bois.

## Mémoires
- Tourkoul A., « Drozdovcy v ogne: Kartiny graždanskoj vojny, 1918—1920 », 1948.